# 물.아핀
물.아핀(𒀯𒀳)은 바빌로니아 천문학과 점성술의 여러 가지의 성위(星位)를 다루고 있는 바빌로니아식 일람표를 일컫는 전통적인 명칭이다.
그것은 각각의 삼성(Three Stars Each)이라고 불리는 바빌로니아의 항성 일람표의 전승이지만, 아마도 기원전 1000세기 경에 편찬된, 더 정확한 관찰에 기반한 확장본을 의미한다. 그 문헌은 66 개의 항성 그리고 별자리를 수록하고 있으며, 더 나아가 떠오름과 저묾 그리고 최고점과 같은 징후가 부여되어 있어서 바빌로니아 항성 지도의 기본 구조를 만드는데 유용하게 이용된다.
기원전 7세기에 한 쌍의 표로 필사되어 보전된 그 문헌은 그 해의 첫 번째 별자리에 해당하는 모두(冒頭)인 물아핀("쟁기")의 이름이 붙여졌고, 알마크가 더해진 삼각형자리와 동일시되었다.

## 연대
지금까지 발견된 그 문헌의 가장 오래된 사본은 기원전 686년에 만들어진 것이다. 그러나 현재 대다수의 학자는 그 문헌이 원래는 기원천 1000년경에 편찬된 것이라고 여긴다. 물아핀의 가장 늦은 사본은 기원전 300년경의 연대를 지닌다.
천체 물리학자 브래들리 E. 섀퍼는 그 표에서 전하는 관측은 기원전 1370년경에 아슈르 지역에서 이루어진 것이라고 주장한다.

## 구성
그 문헌은 두 개의 표로 구성되어 있고, 어쩌면 세 번째의 보조표가 있을지도 모른다. 그 내용은 다음과 같다.:

### 표 1
첫 번째 표는 바빌로니아의 항성 지도의 여러 부분이 서로 그리고 달력과 관련된 별자리를 가리키고 있기 때문에 그것의 잠재적인 복원을 위해서 가장 중요한 자료이다.
- 모든 주요 항성(들)과 별자리가 천체의 경도를 따라 각각의 항성을 세 가지의 경로에 배치하여 크게 세 구간으로 나뉘어 열거되었다.
  - 33개의 항성 또는 별자리를 포함하는 엔릴의 북쪽 경로,
  - 23개의 항성 또는 별자리를 포함하는 아누의 가정상의 적도 경로, 그리고,
  - 15개의 항성 또는 별자리를 포함하는 에아의 남쪽 경로.

게다가, 이 항성들과 별자리들의 대부분은 근동의 여러 신들과 연관된다.
- 360일의 '이상적인' 역법상의 년에 따라서 정해진 태양과 함께 떠오르는 34개의 항성과 별자리.
- 그 때와 동시에 떠오르고 저무는 항성과 별자리의 목록.
- 여러 항성들과 별자리들의 떠오르는 날의 수.
- 그 때와 동시에 떠오르는 그리고 최고점에 있는 항성과 별자리.
- 황도대의 별자리에 바빌로니아의 모든 전조가 포함된 달의 경로에 있는 항성과, 황도와 접한 주요 별자리.

바빌로니아인들은 가끔의 13월이 더해지는 태음 태양력을 사용했음에도 불구하고, 대부분의 바빌로니아의 점성술 문헌과 마찬가지로, 물아핀 역시 각각 30일씩을 지니는 12 개의 '이상적인' 월로 구성된 '이상적인' 년을 사용한다. 이 구조에서 춘분과 추분은 첫 번째 달과 일곱번째 달의 15일이며, 지일은 네 번째와 열번째 달의 15일이다.

### 표 2
두 번째 표는 우리에게 바빌로니아의 점성가들이 달력을 규정하는데 사용한 방법 뿐만 아니라, 태양과 달 그리고 행성의 위치를 예측하는데 사용한 많은 방법을 제공해주므로, 과학 역사가들에게 더 큰 관심의 대상이 된다. 표 2의 내용은 10열의 머리행으로 요약될 수 있다.
- 태양과 행성의 이름과 그것들이 모두 달과 같은 경로로 여행한다는 주장.
- 양력과 음력의 불일치를 판단하기 위한 지점과 분점에 어느 항성이 떠오르는지와 보름달을 포함하는지의 여부.
- 특정 항성의 출현과 그것들의 출현과 같은 때의 바람의 방향에 유의할 것에 대한 권고.
- 각각의 행성이 그것의 관측적 주기 동안에 가시적이 되고 비가시적이 되는 일수에 대한 거의 근사치의 값.
- 네 방향의 바람과 관련된 네 개의 행성.
- 태양이 각각 세 개의의 항성적 경로에 있는 기간.
- 두 종류의 윤달 구조. 하나는 특정 항성의 떠오르는 기간을 사용하는 반면, 다른 하나는 항성과 별자리에 관한 달의 위치를 사용한다.
- 지일과 춘추분 때의 밤과 낮의 상대적인 기간, 그리고 지일과 춘추분 때의 다양한 낮시간을 나타내는 해시개 바늘에서 그려지는 그림자의 길이.
- 매달마다 달이 떠오르고 저무는 시간을 계산한 기초수학적 구조.
- 점성술학적 전조의 선정.

이제까지 발견되지 않은 세 번째 표가 부록으로 첨부되었다는 다소의 증거가 있다. 그것의 첫문장에 근거하여 판단한다면, 그것은 천체적 전조에 대한 학문적 설명 부분에서 시작한다.

## 같이 보기
- 바빌로니아의 항성 목록
- 에누마 아누 엔릴

## 참고 문헌
- A transliteration and English translation of the first two tablets is presented in "Mul.Apin →물.아핀에 있는 두 개의 표에 대한 자역과 영어 번역본, An Astronomical Compendium in Cuneiform" by Hermann Hunger & David Pingree, Verlag Ferdinand Berger & Sohne, Horn, Austria. 1989.
- "The Origin of the Greek Constellations": Bradley E. Schaefer; Scientific American →그리스 별자리의 기원: 브래들리 E 섀퍼; 사이언티픽 아메리칸지, 2006년 11월
- "The Latitude and Epoch for the Origin of the Astronomical Lore in MUL.APIN": Bradey E. Schaefer; 2007, AAS/AAPT Joint Meeting, American Astronomical Society Meeting 210, #42.05 →AAS와 AAT의 합동회의와 미국 천문학회 회의 중, 브래들리 E 셰퍼의 "물.아핀에 있는 천문학 전승에 관한 지역과 시대
- Watson, Rita; Horowitz, Wayne (2011). 《Writing Science Before the Greeks: A Naturalistic Analysis of the Babylonian Astronomical Treatise MUL.APIN》. Leiden: Brill Academic Pub. ISBN 90-04-20230-7.